# Modèle hydrologique
Un modèle hydrologique, ou modèle pluie-débit, est un outil numérique de représentation de la relation pluie-débit à l'échelle d'un bassin versant. Il permet de transformer des séries temporelles décrivant le climat d'un bassin versant donné (séries de précipitations et de températures par exemple, séries qui sont les entrées du modèle hydrologique) en une série de débits (sortie du modèle hydrologique). 
De nombreux modèles hydrologiques ont été développés depuis la fin des années 1960. Le choix du type de modèle à utiliser dépend généralement de l’objectif de modélisation ainsi que des données d'entrées disponibles.

## Principe des modèles hydrologiques
Les modèles hydrologiques permettent donc de transformer des séries décrivant le climat d'un bassin versant (typiquement des séries de précipitations et de températures) en une série de débits. Cette transformation est souvent divisée en deux parties:
1. Une première partie souvent appelée la "production", qui consiste en la détermination de bilans d'eau à l'échelle du bassin versant. Ce bilan permet notamment de répartir la pluie brute observée (la totalité de la pluie qui est tombée sur le bassin versant et qui est mesurée par un ou plusieurs pluviomètres) en pluie "nette" (la proportion de la pluie brute qui participe au débit du bassin versant étudié), en quantité d'eau évapotranspirée et en quantité d'eau stockée par le bassin versant.
2. Une deuxième partie souvent appelé le "transfert" ou "le routage", qui consiste à répartir dans le temps la quantité d'eau participant au débit du bassin versant étudié.

De nombreuses classifications de modèles hydrologiques existent dans la littérature. En effet, un grand nombre de caractéristiques des modèles peut être utilisé pour construire une classification. De plus, la plupart des modèles hydrologiques sont des assemblages de modules ayant des propriétés différentes: un modèle hydrologique à base physique peut ainsi posséder certains modules empiriques par exemple et donc être à la frontière entre deux types de modèle hydrologique.

### Représentation des processus
Différents types d'approches ont été développées pour représenter la relation pluie-débit: les approches empiriques, les approches conceptuelles et les approches à base physique. Le choix d'un type d'approche de représentation des processus conditionne particulièrement les autres caractéristiques d'un modèle hydrologique: un modèle hydrologique empirique ne nécessite pas de discrétisation spatiale des processus par exemple et est donc généralement global.

#### Modèle empirique
Un modèle empirique est construit autour de relations mathématiques directes établies entre les entrées et les sorties observées sur le bassin versant considéré. Ce type de modèle ne cherche pas à décrire les processus impliqués dans la relation pluie-débit et est donc souvent caractérisé comme des modèles "boîtes noires".

#### Modèle conceptuel
Un modèle conceptuel cherche à représenter les principaux processus de la relation pluie-débit sans utiliser les lois physiques régissant les processus concernés. Ce type de modèle est généralement constitué de réservoirs connectés entre eux, dont les niveaux augmentent et diminuent au cours du temps et qui sont censés représenter les différents compartiments hydrologiques des bassins versants. L'utilisation de différents réservoirs permet une première séparation des composantes de la relation pluie-débit.

#### Modèle à base physique
Un modèle à base physique représente les processus de la relation pluie-débit en utilisant les lois physiques régissant ces processus. Les modèles de surface continentale sont également des modèles à base physique qui représentent la relation pluie-débit. Ce type de modèle permet, de plus, de calculer les différents termes du bilan d'eau du bassin versant étudié.

### Représentation de l'espace

#### Modèle global
Dans un modèle global, le bassin versant est représenté comme une seule entité spatiale homogène. La variabilité spatiale des processus étudiés n'est donc pas explicitement prise en compte avec ce type de modèle.

#### Modèle semi-distribué
Dans un modèle semi-distribué, certains processus sont modélisés en divisant le bassin versant en plusieurs entités spatiales. Ce découpage de l'espace peut être réalisé grâce à des critères hydrologiques (découpage en sous bassin versant), ou des critères topographiques (découpage par bandes d'altitude). Ce modèle permet de prendre en compte la variabilité spatiale des processus étudiés.

#### Modèle distribué
Dans un modèle distribué, le bassin versant est divisé en plusieurs entités spatiales. Ce découpage de l'espace peut être sous la forme d'un maillage régulier, ou par sous bassins-versants. Ce modèle permet de prendre en compte la variabilité spatiale des processus étudiés.

### Discrétisation temporelle
La plupart des modèles hydrologiques transforme la pluie en débit au pas de temps journalier et ont donc besoin de données d'entrées au pas de temps journalier. Néanmoins, certains modèles fonctionnent à des pas de temps plus importants (mensuel, annuel, voire pluriannuel) alors que d'autres fonctionnent à des pas de temps beaucoup plus fins (infra-journaliers, voire infra-horaires).
Enfin, la transformation de la pluie au débit peut-être réalisée en continu (grâce aux modèles hydrologiques "continus") ou discontinu, à l'échelle d’épisodes pluvieux particuliers (grâce aux modèles hydrologiques "événementiels").

## Utilisation de modèle hydrologique
Un modèle hydrologique peut être utilisé dans plusieurs contextes:
- Prévision de crues,
- Prévision d'étiages,
- Prédétermination de débits extrêmes,
- Études d'impact anthropique sur l'hydrologie (construction d'aménagements hydrauliques (barrage par exemple), changements d'occupation du sol, etc.),
- Études d'impact de changements climatiques sur l'hydrologie,
- Simulation de débits pour combler des lacunes dans les données et reconstituer des séries de débits historiques.

## Exemples de modèles hydrologiques existants
- CEQUEAU[1]
- GR4J[2]
- HBV[3],[4]
- HEC-HMS
- IHACRES[5]
- MIKE-SHE
- MORDOR[6]
- RS MINERVE [7]
- SIMHYD[8]
- TOPMODEL[9]
- UBC WATERSHED MODEL[10]
- ATHYS-SOFT[11]